# Псевдонімізація
Псевдонімізація — це процедура управління даними та деідентифікація, за допомогою якої інформаційні поля, що ідентифікують особу, у записі даних замінюються одним або кількома штучними ідентифікаторами або псевдонімами. Один псевдонім для кожного заміненого поля або колекції замінених полів робить запис даних менш ідентифікованим, залишаючись придатним для аналізу та обробки даних.
Псевдонімізація може бути одним із способів виконання вимог нового Загального регламенту про захист даних Європейського Союзу щодо безпечного зберігання персональних даних (GDPR). Псевдонімізовані дані можуть бути відновлені до початкового стану з додаванням інформації, яка в подальшому дозволяє особам бути повторно ідентифікованими, тоді як анонімізовані дані ніколи не можуть бути відновлені до початкового стану.
Псевдонімізація - це метод і техніка, що використовуються експертами з безпеки або державними службовцями для приховування інформації, що ідентифікує особу, з метою збереження структури даних та конфіденційності інформації. Деякі загальні приклади конфіденційної інформації включають: поштовий індекс, місцезнаходження осіб, імена осіб, расу та стать тощо.

## Деталі
Вибір, які поля даних мають бути псевдонімізованими, частково є суб’єктивним. Часто також включаються менш вибіркові поля, такі як дата народження або поштовий індекс, оскільки вони, як правило, доступні з інших джерел, а отже полегшують запис. Псевдонімізація цих менш ідентифікуючих полів усуває більшу частину їх аналітичної цінності, а отже, як правило, супроводжується введенням нових похідних і менш ідентифікуючих форм, таких як рік народження або більший регіон поштового індексу.
Поля даних, які менш ідентифікуються, наприклад, дата відвідування, зазвичай не псевдонімізовані. Це відбувається тому, що при цьому втрачається занадто багато статистичної корисності, а не тому, що дані неможливо ідентифікувати.